# ハロー!スポーツ (テレビ番組)
『ハロー!スポーツ』は、1975年4月5日から同年9月27日まで日本テレビ系列局（クロスネット局のテレビ大分と鹿児島テレビ（当時）も含む）およびTBS系列の長崎放送で放送されていた日本テレビ製作のスポーツ番組・トーク番組である。全12回。

## 概要
毎回さまざまなスポーツの感動の場面を、スポーツ選手との対談を交えながらフィルムやVTRで紹介していた番組。
番組は基本的に毎週土曜 19:30 - 20:00 （日本標準時）に放送されていたが、同時間帯にプロ野球ナイター中継が行われる日には放送を休止していた。また、レギュラー番組として放送されたのは9回だけであり、残りの3回はナイター雨天中止時の雨傘番組としての編成だった。

## 放送リスト
| 回 | 放送日  | サブタイトル                         | 備考               |
| -- | ------- | ------------------------------------ | ------------------ |
| 1  | 4月5日  | 今よみがえる開幕戦連続4三振          |                    |
| 2  | 4月12日 | 巨人阪神第811戦                      |                    |
| 3  | 4月19日 | 横綱へ！貴ノ花夏場所へ賭ける         |                    |
| 4  | 5月24日 | あすはダービー・直撃最新ナマ情報     |                    |
| 5  | 6月21日 | 驚異の記録・女子エベレスト隊         |                    |
| 6  | 6月28日 | 名選手なにが好き                     | 雨傘番組として編成 |
| 7  | 7月5日  | 川上野球のすべて・少年野球教室       |                    |
| 8  | 7月12日 | 十八番勝負 決定的瞬間                | 雨傘番組として編成 |
| 9  | 7月26日 | 赤ちゃん水泳に挑戦！ゼロ歳から世界へ |                    |
| 10 | 8月23日 | （サブタイトル不明）                 | 雨傘番組として編成 |
| 11 | 8月30日 | 甲子園の九人・優勝決定の瞬間         |                    |
| 12 | 9月27日 | プロレス・恐怖の殺人ワザ             |                    |

参考：『読売新聞縮刷版』読売新聞社、1975年4月5日 - 同年9月27日付のラジオ・テレビ欄。

## 参考資料
- 読売新聞縮刷版[どれ?]